# California Proposition 215
California Proposition 215 (englisch für Vorschlag, hier etwa: Gesetzesvorhaben) war ein Volksentscheid, der am 5. November 1996 im US-Bundesstaat Kalifornien zur Abstimmung stand. Er ist auch bekannt als Compassionate Use Act of 1996 (deutsch Gesetz zur Anwendung aus Mitgefühl). (Siehe auch → Compassionate Use).
Die Gesetzesinitiative sah die Ausnahme bestimmter Patienten und ihrer primären Bezugspersonen vor strafrechtlicher Verantwortung für den Besitz und Anbau von Marihuana nach Landesrecht vor, und wurde als California Health & Safety Code 11362.5. Gesetz.

## Auswirkungen des Gesetzes
Der Zweck der Proposition 215 war es

“ensure that seriously ill Californians have the right to obtain and use marijuana for medical purposes where that medical use is deemed appropriate and has been recommended by a physician who has determined that the person’s health would benefit from the use of marijuana”

„sicherzustellen, dass schwerkranke Kalifornier das Recht haben, Marihuana für medizinische Zwecke zu erhalten und zu verwenden, in Fällen, in denen diese medizinische Verwendung von einem Arzt als angemessen erachtet und empfohlen wurde, der festgestellt hat, dass die Gesundheit der Person von der Verwendung von Marihuana profitieren würde“

Außerdem wurde auch Straffreiheit für Patienten, die Cannabis als Arzneimittel verwenden, erwirkt:

“medical purposes upon the recommendation of a physician are not subject to criminal prosecution or sanction.”

„[die Verwendung zu] medizinischen Zwecken auf Empfehlung eines Arztes unterliegen nicht der strafrechtlichen Strafverfolgung oder Sanktion“

## Entstehung des Gesetzesvorhabens
Dennis Peron war einer der Hauptinitiatoren der Proposition 215. Er war zuvor Gründer des San Francisco Cannabis Buyers Club gewesen. Erstmals geriet er mit dem Gesetz in Konflikt, als er als Air-Force-Soldat aus Vietnam zurückkehrend zwei Pfund Marihuana in seinem Seesack nach Hause brachte.
Daher begann er in den 1970er Jahren für das Recht auf Marihuana-Besitz zu kämpfen.
Nachdem er lange für eine generelle Legalisierung gekämpft hatte, änderte er seinen Ansatz, als sein langjähriger Gefährte Jonathan Westen 1990 an AIDS starb. Er konzentrierte sich nun auf Herstellung und Bereitstellung von Marihuana für diejenigen, die medizinischen Bedarf hatten.
Der erste Entwurf des Vorschlages, der Proposition 215 werden sollte, wurde im Juli 1995 von Dennis Peron und Dale Gieringer geschrieben, die sich bei der Gemeinschaft NORML engagierten. Der Entwurf wurde in den folgenden Monaten von John Entwistle Bill Panzer und anderen überarbeitet.
Um eine Abstimmung herbeizuführen, musste ein Quorum von 433.000 gültigen Unterschriften bis zum 24. April nachgewiesen werden. Am Stichtag überreichten die Befürworter der Initiative rund 800.000 Unterschriften an Staatssekretär Bill Jones (ein Republikaner, der aktiv an einer Anti-215-Kampagne beteiligt gewesen war). Die Abstimmung wurde eingeleitet.

## Ergebnis der Abstimmung
Proposition 215 wurde mit 55,6 zu 44,4 % der Stimmen angenommen.